# هاینریش روسه
هاینریش روسه (آلمانی: Heinrich Rose؛ ۶ اوت ۱۷۹۵ – ۲۷ ژانویهٔ ۱۸۶۴) یک شیمی‌دان اهل آلمان بود.